# Асторга
Асто́рга (ісп. Astorga, МФА: [asˈtoɾɣa]) — місто і муніципалітет в Іспанії, у складі автономної спільноти Кастилія-і-Леон, у провінції Леон. Населення — 12 015 осіб (2010).

## Назва
- Асто́рга (ісп. Astorga, МФА: [asˈtoɾɣa]) — сучасна іспанська назва.
- Асту́рика, або Асту́ріка (лат. Asturica) — римська назва астурійського міста.
- Асту́рика-Авгу́ста, або Асту́ріка-Авгу́ста (лат. Asturica Augusta) — назва часів римського панування; походить від імені Октавіана Августа.

## Географія
Місто розташоване на відстані близько 300 км на північний захід від Мадрида, 43 км на захід від Леона.
На території муніципалітету розташовані такі населені пункти: (дані про населення за 2010 рік)
- Асторга: 11615 осіб
- Кастрільйо-де-лос-Польвасарес: 74 особи
- Муріас-де-Речивальдо: 105 осіб
- Санта-Каталіна-де-Сомоса: 60 осіб
- Вальдев'єхас: 161 особа

## Історія
Від ІІІ ст. до н.е. Асторга була центральним містом кельтського народу астурів. У римських джерелах воно називається Астурикою. 14 року після завоювання регіону римлянами імператор Октавіан Август заснував на її місці римське поселення. Воно отримало назву на честь імператора — Астурика-Августа. У І—V століттях місто було у складі римської провінції Галлеція, центром конвенту.

## Демографія
Динаміка населення (INE ):

## Релігія
- Центр Асторзької діоцезії Католицької церкви.

## Галерея зображень

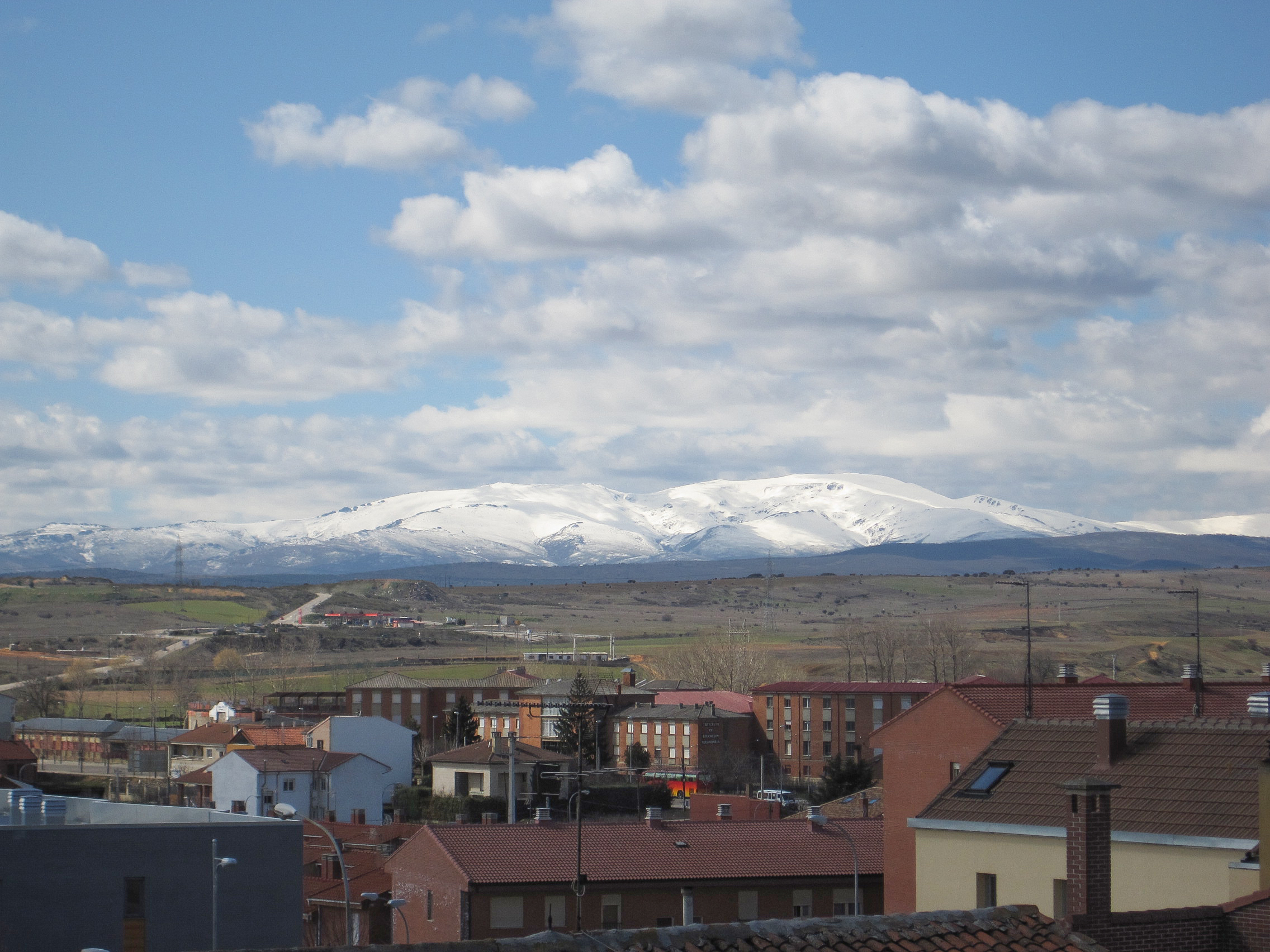
Гора Телено
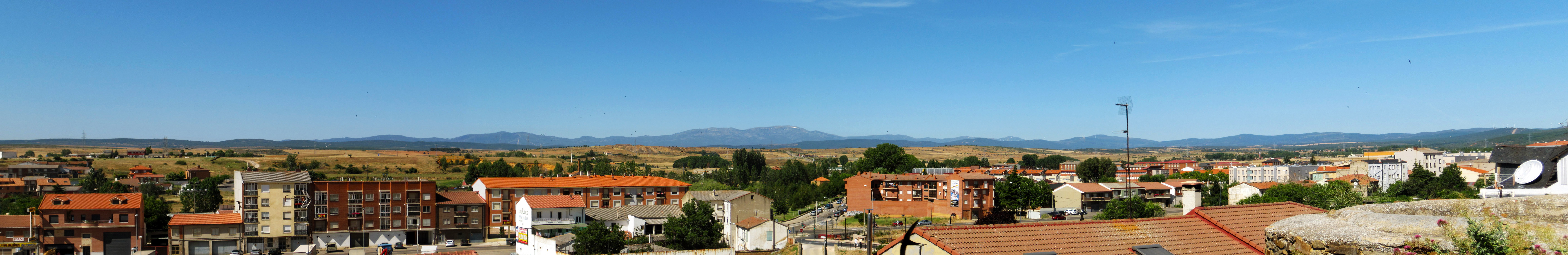
Панорама
Панорама міста
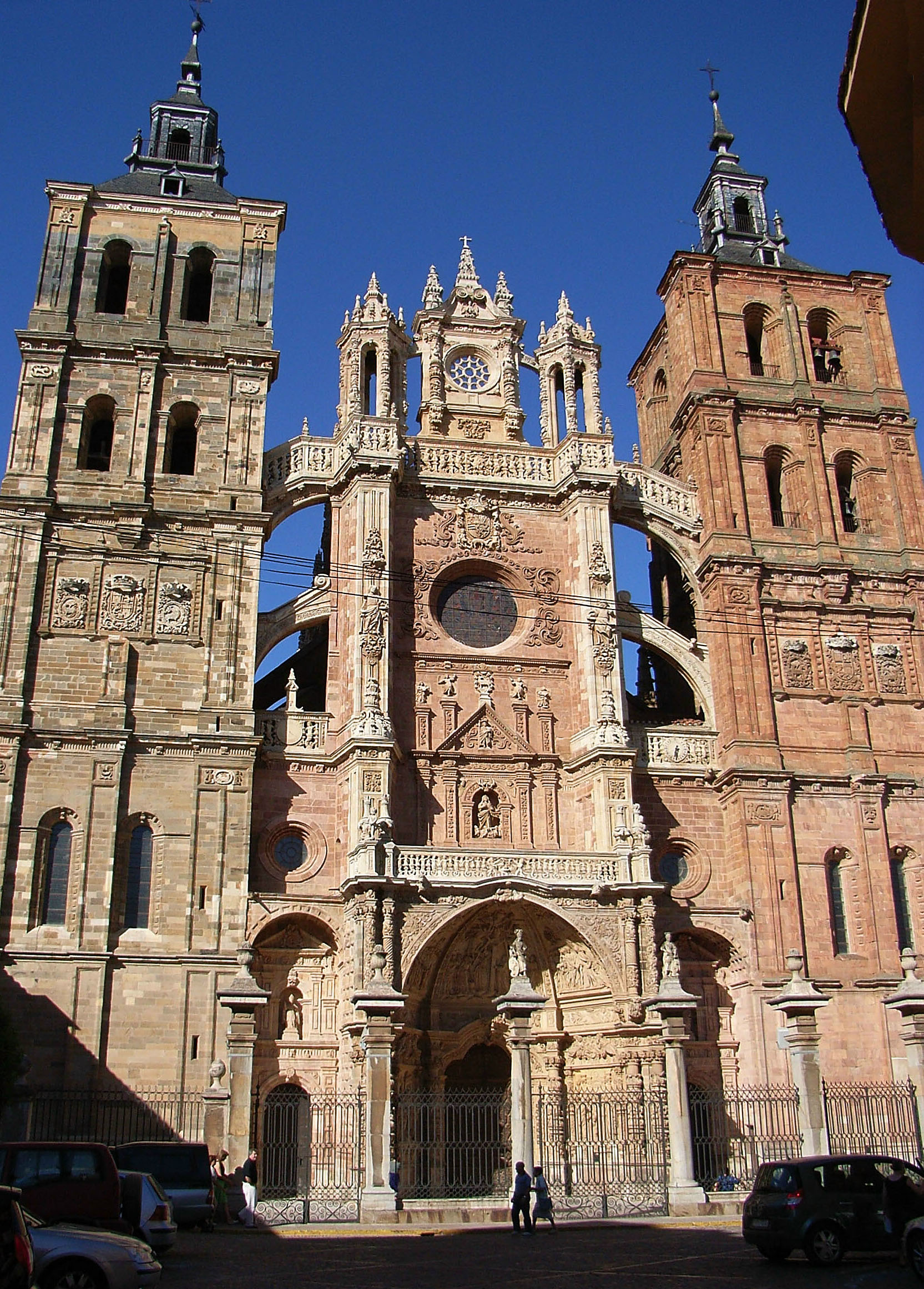
Собор міста Асторга
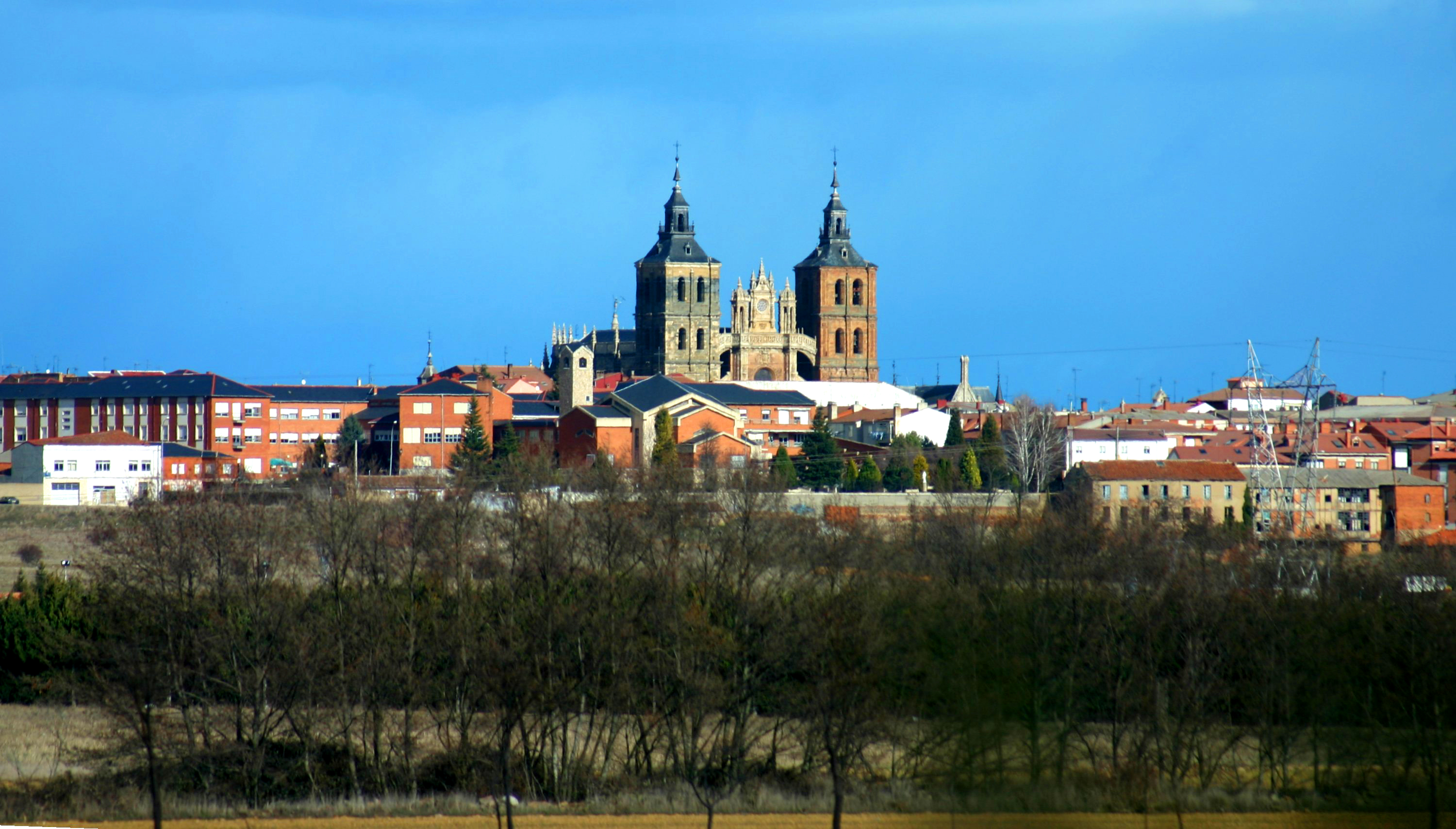
Асторга
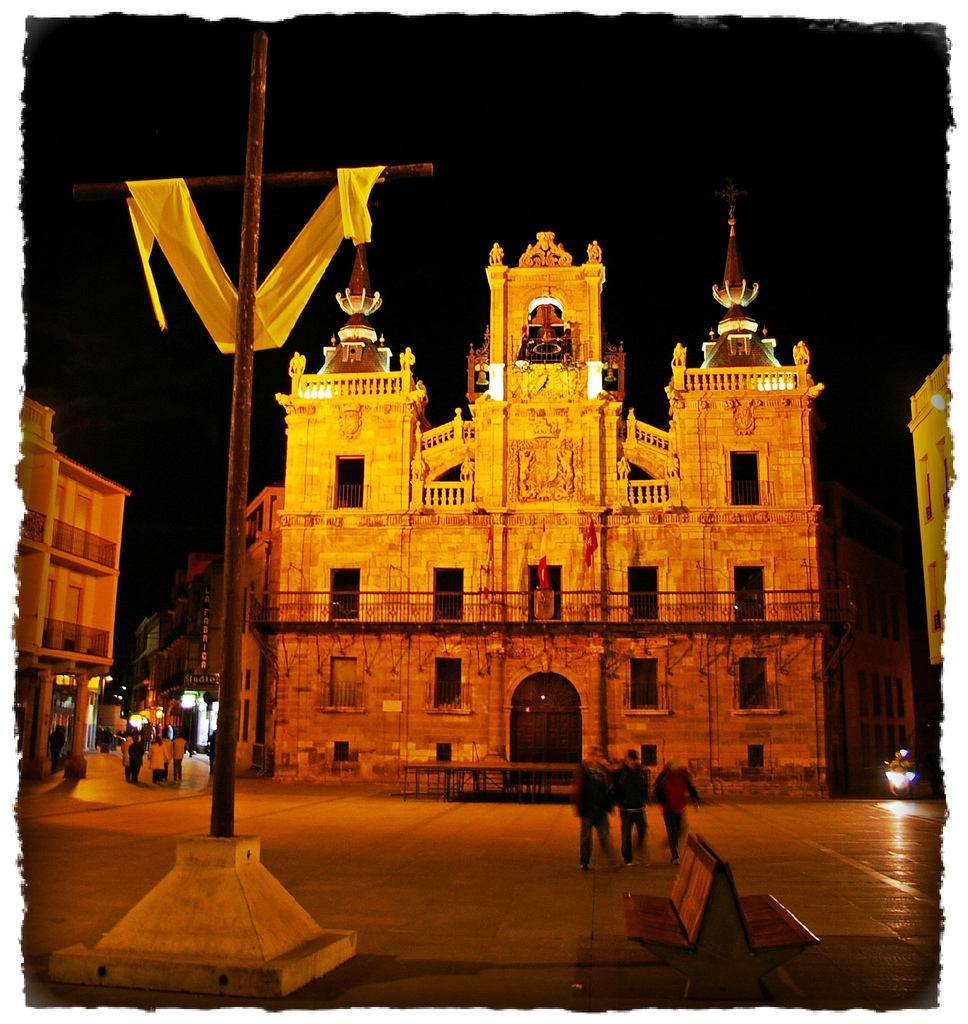
Ратуша вночі
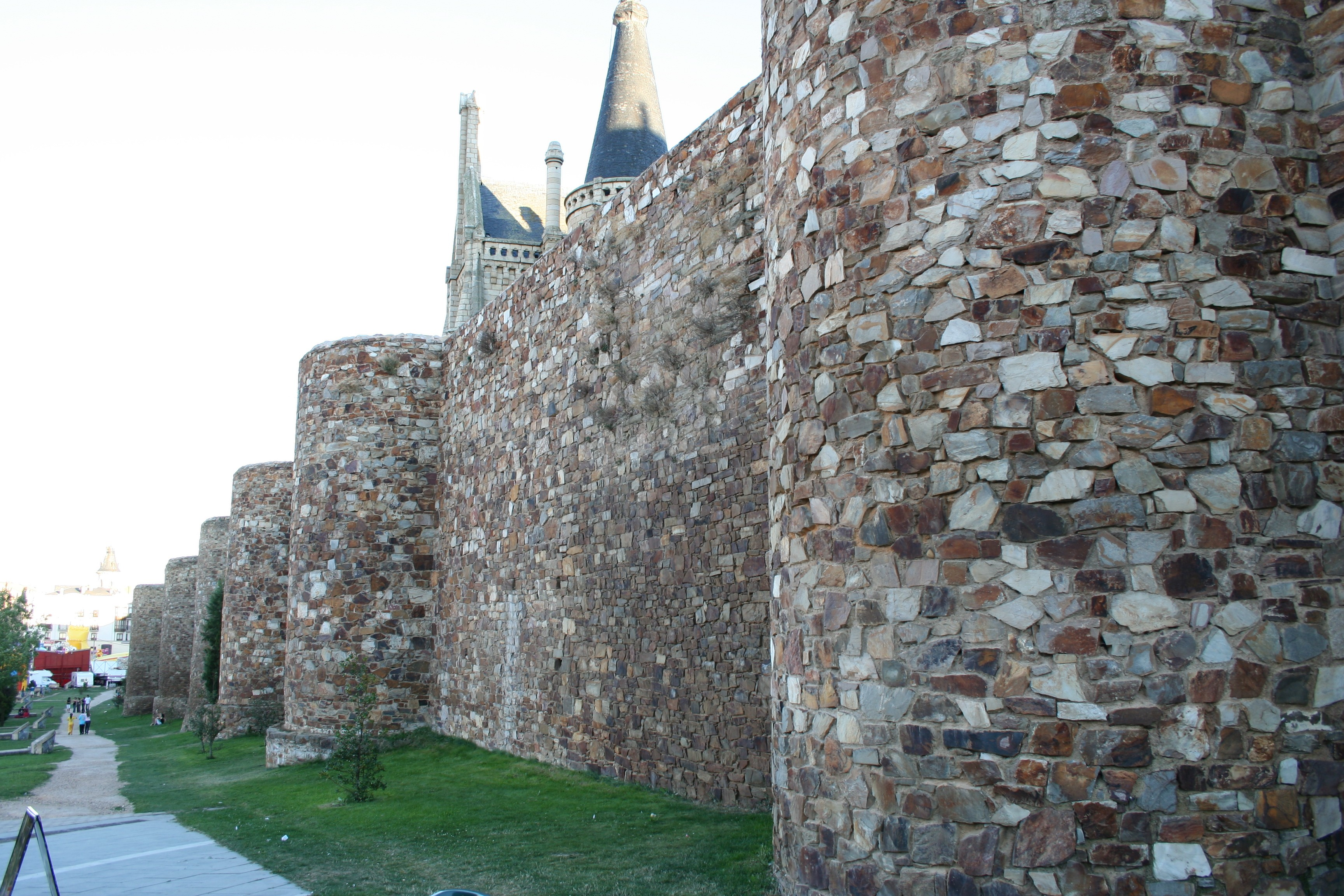
Міський мур
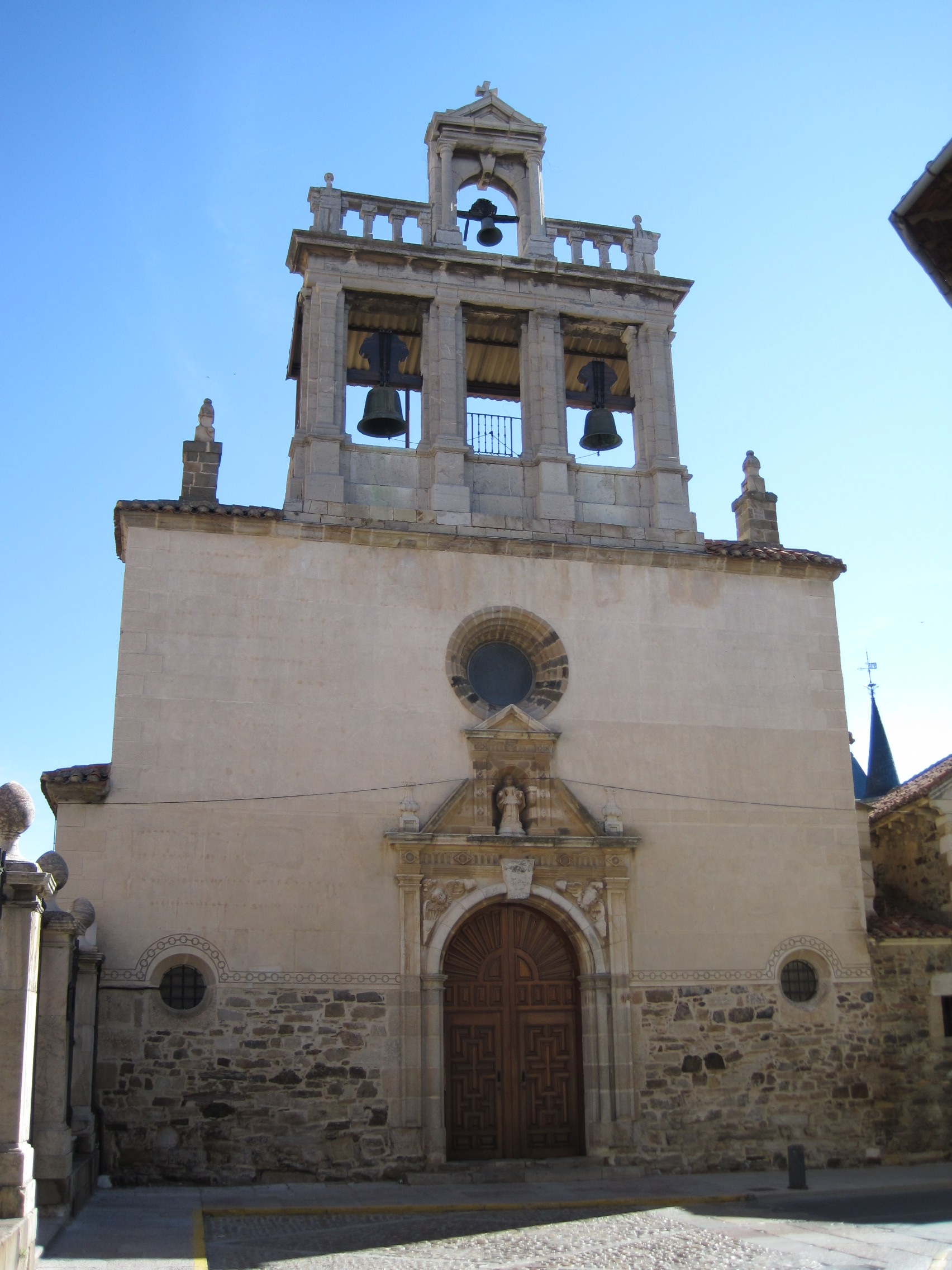
Церква Санта-Марта